# Доннхад III (граф Файф)
Доннхад (Дункан) III (англ. Donnchadh III, Earl of Fife; ок. 1262 — сентябрь 1289) — кельтский граф (мормэр) Файфа в 1270/1272 — 1289 годах.

## Биография
Представитель кельтского рода мормэров (графов) Файфа. Сын мормэра Файфа Колбана, правившего в 1266—1270/1272 годах, и Анны, дочери Алана Дорварда.
В 1270/1272 году после смерти своего отца Колбана восьмилетний Доннхад унаследовал титул мормэра Файфа. Несовершеннолетний Доннхад был отдан под опеку принца Александра (1264—1284), старшего сына и наследника короля Шотландии Александра III.
В 1284 году Доннхад III, граф Файфа, вместе с другими шотландскими лордами признал принцессу Маргарет Норвежскую Деву (1283—1290) в качестве наследницы её деда, короля Шотландии Александра III. В апреле 1286 года после смерти короля Александра III, не оставившего наследников мужского пола, на собрании знати граф Файфа Доннхад был избран одним из шести хранителей (регентов) королевства. Ввиду молодости и неопытности Доннхада III, его назначение, несомненно, было данью традиционно преобладающему влиянию клана Макдафф среди знати в Шотландии.
В сентябре 1289 года Доннхад III, мормэр Файфа, был убит в Питтилоке, в окрестностях Брикина, своим соседом и родственником, сэром Хью Абернети, потомком Аэда Макдаффа, шерифом и советником короля Александра III. Он был похоронен в Купарском аббатстве в графстве Ангус.
После смерти Доннхада III ему наследовал его единственный сын Доннхад IV (до 1289—1353). Графство перешло под опеку Уильяма Фрейзера, епископа Сент-Эндрюса. В 1292 году некий Макдафф, глава клана Макдафф и дядя покойного Дункана III, претендовавший на титул мормэра, подал жалобу королю Англии Эдуарду I, который тогда управлял королевством Шотландии, на епископа Уильяма Фрейзера, управлявшего графством Файф. Епископ Сент-Эндрюса, бывший близким советником будущего короля Шотландии Джона Баллиоля, на заседании парламента после вступления на престол Джона Баллиоля добился ареста и заключения в тюрьму Макдаффа.

## Семья
Доннхад III, граф Файфа, был женат на Джоанне де Клер (1264 — после 1302), второй дочери Гилберта де Клера, 7-го графа Глостерского (1243—1295), и его первой жены Алисы де Лузиньян (после 1236—1290). У него были сын и дочь:
- Доннхад IV Макдафф, граф Файф (ум. 1353)
- Изабелла Макдафф (ок. 1270 — ок. 1314), жена Джона Комина, графа Бьюкена (1260—1308).